# Yo-pop
Yo-pop é um estilo de música popular nigeriana, popularizada em 1980 por Segun Adewale e Shina Peters,  que começaram suas carreiras em meados da década de 1970 com o príncipe Adekunle. Elas finalmente deixaram Adekunle e formaram uma sociedade breve, como Shina Adewale & the International Superstars antes de começar suas carreiras solo. Adewale foi a primeira das duas a ter sucesso, quando ela se tornou a mais famosa cantora de Yo-pop.
A ascensão do Yo-pop não durou muito, substituída pelo estilo juju de Shina Peters, que se tornou estilo independente após a publicação de Afro-Juju Series 1 em 1989.